# Karel van Arenberg
Karel van Arenberg (Vollenhove, Kasteel Toutenburg, 22 februari 1550 - Edingen, 18 januari 1616) was een Zuid-Nederlands staatsman, militair en diplomaat.
Karel was de tweede soevereine graaf en vervolgens eerste vorst van Arenberg.

## Leven en werk
Karel was de oudste zoon van Jan van Ligne, baron van Barbançon en Margaretha van der Mark, gravin van Arenberg. Bij zijn doopsel was keizer Karel V zijn peter.
Karel werd spoedig na de dood van zijn vader ingeschakeld in het Habsburgse regime, en krijgt diplomatieke opdrachten van de hertog van Alva, Requesens en don Juan van Oostenrijk. Na het afspringen van de Unie van Brussel in 1578 zouden de Staten-Generaal der Nederlanden hem verzoeken (onder dreiging van sekwester) zich aan hun kant te scharen, waar Karel niet op inging.
Alexander Farnese plaatste Karel aan het hoofd van een eenheid Duitse huurlingen, waarmee hij deelnam aan het beleg van Oudenaarde. 
Karel vertegenwoordigde de Bourgondische Kreits op de Rijksdag van 1582. Hij zou Spaanse steun aanbieden aan het stadsbestuur van Keulen dat in opstand was gekomen tegen zijn protestant geworden bisschop. 
Hij belegerde Eindhoven in 1583. Zijn soldaten zouden aan het muiten slaan in 1584. Daarna nam hij deel aan het Beleg van Antwerpen.
Karel werd in 1586 benoemd tot ridder in de Orde van het Gulden Vlies en tot lid van de Raad van Financiën.
In februari 1588 is Karel lid van een delegatie die vredesonderhandelingen met Elizabeth I van Engeland moet voeren, om tijd te winnen voor de invasie van de Spaanse Armada.
Bij het aantreden van Albrecht van Oostenrijk wordt Karel benoemd tot lid van de Raad van State, admiraal en grootvalkenier.

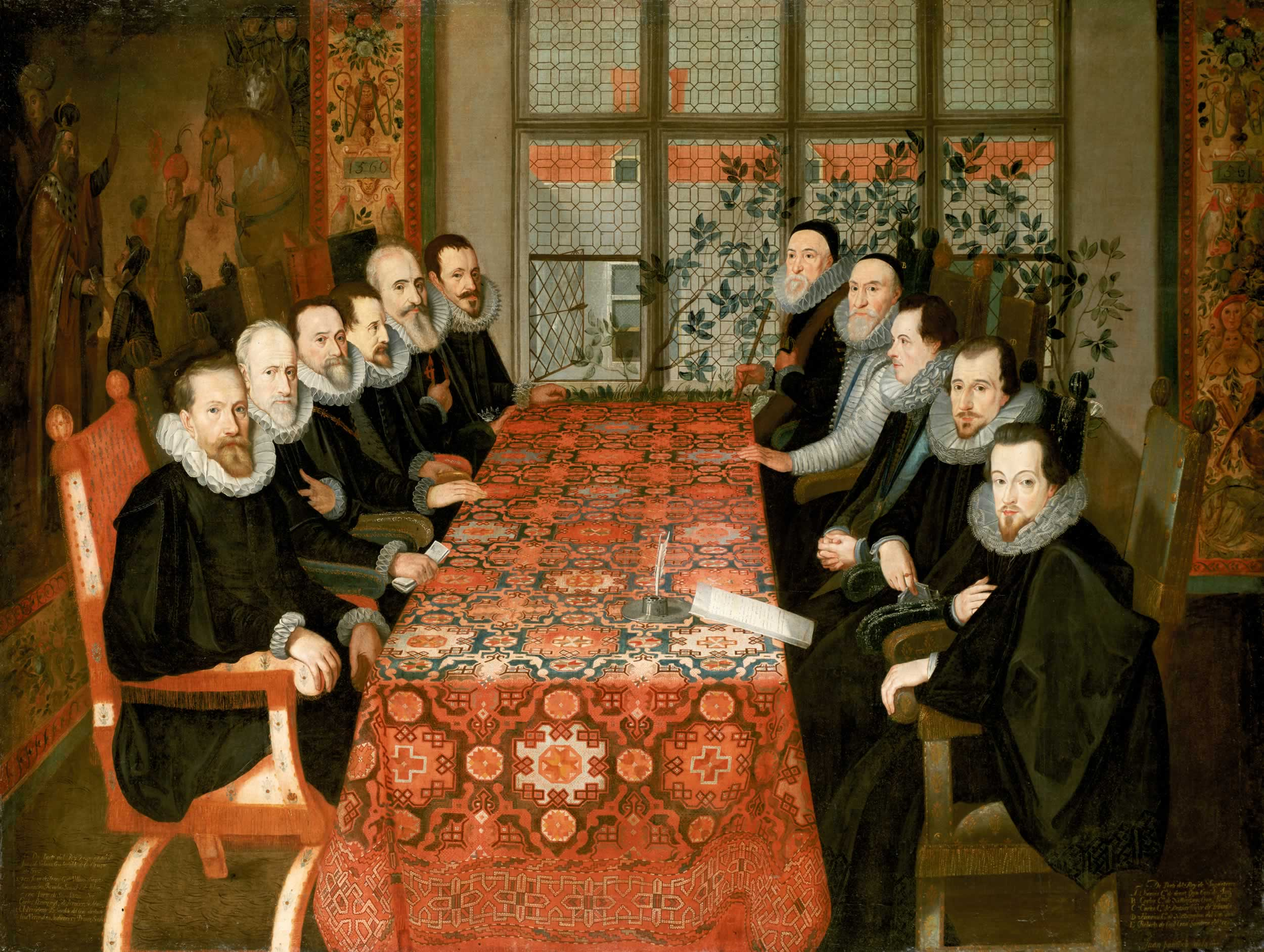
De conferentie van Somerset House in 1604. Karel van Arenberg is de vierde van links.

In mei 1603 stuurt Albrecht Karel van Arenberg als ambassadeur naar de nieuwe koning van Engeland, Jacobus I. Deze ambassade kende haar vervolg in de vredesconferentie van Somerset House in 1604, die bekroond werd met het vredesverdrag van Londen.

## Bezittingen
Naast vorst van Arenberg was Karel ook baron van Zevenbergen, heer van Terschelling en Naaldwijk.
Na het overlijden van Karel III van Croÿ, de kinderloze broer van zijn vrouw Anna van Croÿ-Chimay, in 1612 kwamen ook het hertogdom Aarschot, het prinsdom Chimay en het graafschap Beaumont in bezit van de Arenbergs.
In 1607 kochten Karel en Anna de heerlijkheid Edingen van koning Hendrik IV van Frankrijk met het in de 13e eeuw herbouwde kasteel. Ze lieten het kasteel verbouwen, de tuin herinrichten en ommuren.
Het Twaalfjarig Bestand vanaf 1609 was een goede gelegenheid om alle bezittingen die in de Verenigde Provinciën waren komen te liggen, van de hand te doen.
Karel verkocht in 1610 al zijn Westlandse bezittingen (Naaldwijk, Honselersdijk en Wateringen) aan Frederik Hendrik van Oranje voor 350.000 gulden, en de hoge heerlijkheid Zuid-Polsbroek aan Jacob Dircksz de Graeff.
Verder verkocht hij in 1611 Heemskerk aan Daniël de Hertaing, heer van Marquette, Noordeloos aan Walraven III van Brederode, Vlaardingen voor 26.000 gulden aan Pieter Gerritszn. van Ruytenburch, in 1612 Capelle aan den IJssel aan Johan van der Veeken. 
Terschelling werd verkocht aan de Staten van Holland.

## Huwelijk en kinderen
Karel trouwde in 1587 met Anna van Croÿ-Chimay (1564-1635), dochter van Filips III van Croÿ, hertog van Aerschot en prins van Chimay, en Jeanne van Halewyn. Zij kregen twaalf kinderen: 

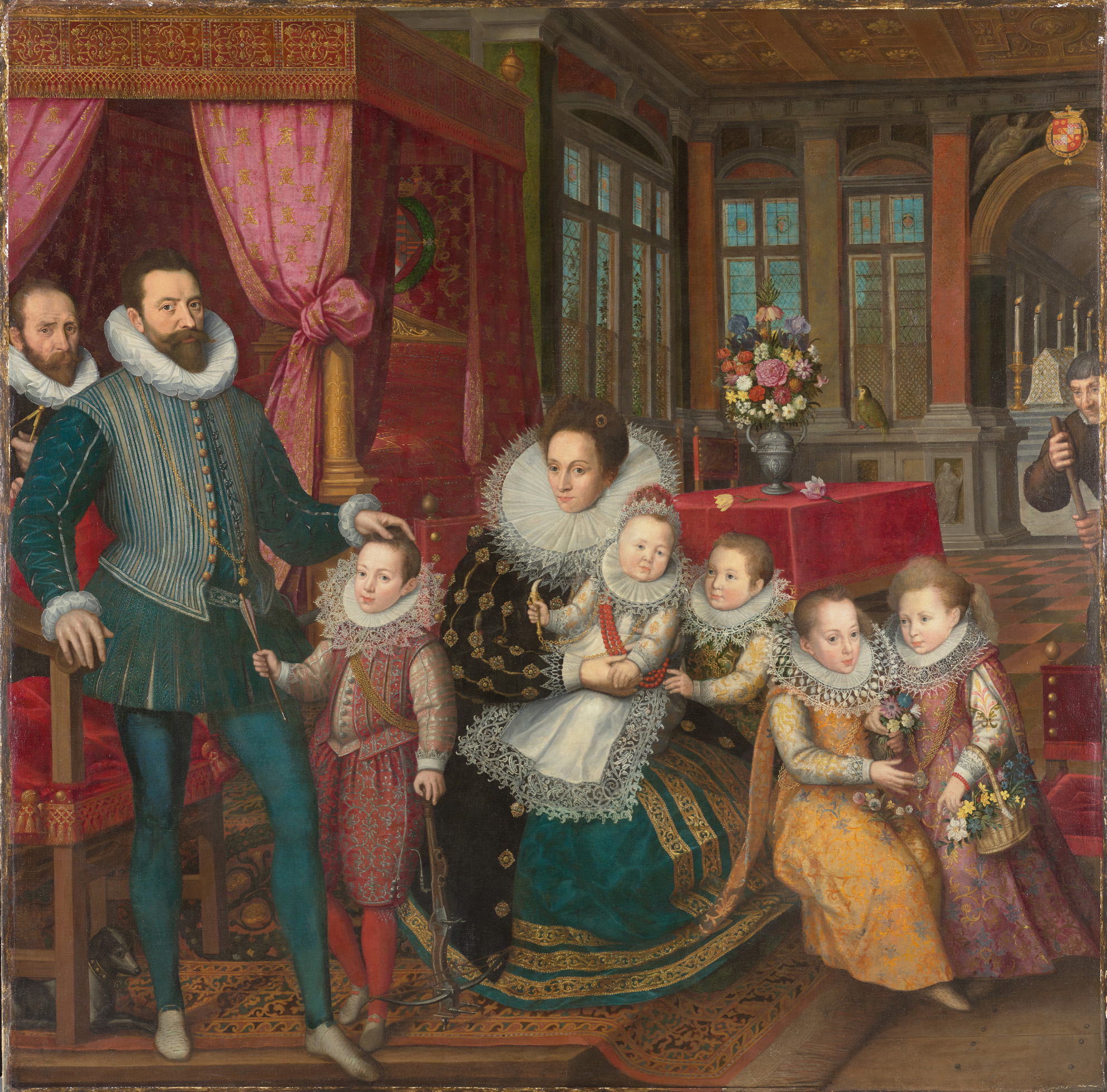
Karel en Anna met hun kinderen

1. Filips Karel van Arenberg (1587-1640), trouwde (1) in 1610 met Pierre Hippolyte Anne de Melun, Baronesse de Caumont, (2) 1620 met Isabelle Claire de Berlaymont, Comtesse de Lalaing en (3) in 1632 met Maria Cleopha van Hohenzollern-Sigmaringen weduwe van Johan Jacob van Bronckhorst (Anholt).
2. Karel (1588-1613), provoost van Sint-Lambertus in Luik, van Bergen en van Utrecht
3. Ernestine (1589-1653), trouwde in 1615 met Willem van Melun, prins van Epinoy
4. Alexander van Arenberg (1590-1629), prins van Chimay
5. Salentijn (1591-1592)
6. Anton van Arenberg (1593-1669), kloosterling broeder Karel bij de capucijnen
7. Clara (1594-1670), getrouwd in 1609 met Oudart Spinola (†1609) en in 1625 met Octavio Visconti graaf van Gamalerio (†1630)
8. Albertine (1596-1652), trouwde met Philipp Hermann de Merode
9. Eugène (1600-1635), kloosterling broeder Désiré bij de capucijnen
10. Dorothea (1601-1665), trouwde met Filips Lamoraal, graaf van Horne en Houtkerke
11. Catharina, kloosterlinge
12. Caroline Ernestine (1606-1630), trouwde met haar volle neef Ernst van Isenburg

## Voorouders
| Voorouders van Karel van Arenberg | Voorouders van Karel van Arenberg                               | Voorouders van Karel van Arenberg                               | Voorouders van Karel van Arenberg                                      | Voorouders van Karel van Arenberg                                      | Voorouders van Karel van Arenberg                                        | Voorouders van Karel van Arenberg                                        | Voorouders van Karel van Arenberg                                 | Voorouders van Karel van Arenberg                                 |
| --------------------------------- | --------------------------------------------------------------- | --------------------------------------------------------------- | ---------------------------------------------------------------------- | ---------------------------------------------------------------------- | ------------------------------------------------------------------------ | ------------------------------------------------------------------------ | ----------------------------------------------------------------- | ----------------------------------------------------------------- |
| Overgrootouders                   | Guillaume de Ligne (-1519) ∞ Adriana van Halewijk (-)           | Guillaume de Ligne (-1519) ∞ Adriana van Halewijk (-)           | Cornelis van Glymes (1458-1508) ∞ Maria Margaretha van Zevenbergen (-) | Cornelis van Glymes (1458-1508) ∞ Maria Margaretha van Zevenbergen (-) | Robert I van der Mark (1465-1541) ∞ Mathilde de Rovere van Montfoort (-) | Robert I van der Mark (1465-1541) ∞ Mathilde de Rovere van Montfoort (-) | Floris van Egmond (1469-1539) ∞ Margaretha van Glymes (1480-1550) | Floris van Egmond (1469-1539) ∞ Margaretha van Glymes (1480-1550) |
| Grootouders                       | Lodewijk van Ligne (-1516) ∞ Maria van Glymes (-)               | Lodewijk van Ligne (-1516) ∞ Maria van Glymes (-)               | Lodewijk van Ligne (-1516) ∞ Maria van Glymes (-)                      | Lodewijk van Ligne (-1516) ∞ Maria van Glymes (-)                      | Robert II van der Mark (-) ∞ Walburga van Egmond (-)                     | Robert II van der Mark (-) ∞ Walburga van Egmond (-)                     | Robert II van der Mark (-) ∞ Walburga van Egmond (-)              | Robert II van der Mark (-) ∞ Walburga van Egmond (-)              |
| Ouders                            | Jan van Ligne (1525-1568) ∞ Margaretha van der Mark (1527-1599) | Jan van Ligne (1525-1568) ∞ Margaretha van der Mark (1527-1599) | Jan van Ligne (1525-1568) ∞ Margaretha van der Mark (1527-1599)        | Jan van Ligne (1525-1568) ∞ Margaretha van der Mark (1527-1599)        | Jan van Ligne (1525-1568) ∞ Margaretha van der Mark (1527-1599)          | Jan van Ligne (1525-1568) ∞ Margaretha van der Mark (1527-1599)          | Jan van Ligne (1525-1568) ∞ Margaretha van der Mark (1527-1599)   | Jan van Ligne (1525-1568) ∞ Margaretha van der Mark (1527-1599)   |
| Karel van Arenberg (1550-1616)    |                                                                 |                                                                 |                                                                        |                                                                        |                                                                          |                                                                          |                                                                   |                                                                   |